# 748
Năm 748 là một năm trong lịch Julius.